# أنقليس نيوزيلندي
أنقليس نيوزيلندي (الاسم العلمي: Anguilla dieffenbachii) (بالإنجليزية: New Zealand longfin eel)‏ هو نوع من الأسماك يتبع جنس الأنقليس من الفصيلة الأنقليسية.